# 西海郡 (南朝宋)
西海郡（せいかい-ぐん）は、中国にかつて存在した郡。南朝宋のとき、現在の江蘇省連雲港市贛楡区に設置された。

## 概要
南朝宋の明帝のとき、淮北を北魏に奪われたため、鬱洲にあった贛楡県に青州を僑立した。471年（泰始7年）、贛楡県を分割して、鬱県を置き、西海郡を立てた。